# Visonta
Visonta è un comune dell'Ungheria di 1.032 abitanti (dati 2001). È situato nella contea di Heves.